# Eleições regionais na Catalunha em 2017
As eleições regionais na Catalunha em 2017 (em catalão:  Eleccions al Parlament de Catalunya de 2017) tiveram lugar em 21 de dezembro.

Os partidos soberanistas – Juntos pela Catalunha, Esquerda Republicana e Candidatura de Unidade Popular – partidários da independência da Catalunha, atingiram a maioria absoluta. O partido Cidadãos foi o mais votado. O Partido Popular teve o pior resultado de sempre.

## Resultados Oficiais
| Partido                 | Partido                              | Votos     | %               | +/-   | Deputados | +/-   |
| ----------------------- | ------------------------------------ | --------- | --------------- | ----- | --------- | ----- |
|                         | Cidadãos - Partido da Cidadania      | 1 109 732 | 25,35 / 100,00  | 7,44  | 36 / 135  | 11    |
|                         | Juntos pela Catalunha                | 948 233   | 21,66 / 100,00  | -     | 34 / 135  | 5     |
|                         | Esquerda Republicana da Catalunha    | 935 861   | 21,38 / 100,00  | -     | 32 / 135  | 12    |
|                         | Partido dos Socialistas da Catalunha | 606 659   | 13,86 / 100,00  | 1,14  | 17 / 135  | 1     |
|                         | Catalunha em Comum-Podemos           | 326 360   | 7,46 / 100,00   | 1,48  | 8 / 135   | 3     |
|                         | Candidatura de Unidade Popular       | 195 246   | 4,46 / 100,00   | 3,75  | 4 / 135   | 6     |
|                         | Partido Popular                      | 185 670   | 4,24 / 100,00   | 4,25  | 4 / 135   | 7     |
|                         | Outros                               | 49 607    | 1,13 / 100,00   |       | 0 / 135   |       |
| Votos Inválidos         | Votos Inválidos                      | 35 523    | 0,81 / 100,00   | 0,11  |           |       |
| Total                   | Total                                | 4 392 891 | 100,00 / 100,00 |       | 135 / 135 |       |
| Eleitorado/Participação | Eleitorado/Participação              | 5 557 901 | 79,04 / 100,00  | 4,09  |           |       |
| Fonte                   | Fonte                                | [ 7 ]     | [ 7 ]           | [ 7 ] | [ 7 ]     | [ 7 ] |

### Resultados por Blocos
| Bloco | Bloco            | Votos     | %              | +/-  | Deputados | +/- |
| ----- | ---------------- | --------- | -------------- | ---- | --------- | --- |
|       | Independentistas | 2 079 340 | 47,50 / 100,00 | 0,30 | 70 / 135  | 2   |
|       | Unionistas       | 1 902 061 | 43,45 / 100,00 | 4,35 | 57 / 135  | 5   |
|       | Neutrais         | 326 360   | 7,46 / 100,00  | 1,48 | 8 / 135   | 3   |

## Tabela de resultados por Províncias
| Província | %    | D   | %     | D     | %    | D   | %    | D   | %   | D   | %   | D   | %   | D  | D   | Votantes  |
| Província | C's  | C's | JxCAT | JxCAT | ERC  | ERC | PSC  | PSC | CCP | CCP | CUP | CUP | PP  | PP | D   | Votantes  |
| --------- | ---- | --- | ----- | ----- | ---- | --- | ---- | --- | --- | --- | --- | --- | --- | -- | --- | --------- |
| Barcelona | 26,4 | 24  | 19,0  | 17    | 20,6 | 18  | 15,2 | 13  | 8,4 | 7   | 4,4 | 3   | 4,4 | 3  | 85  | 3 296 800 |
| Girona    | 19,5 | 4   | 36,7  | 7     | 21,7 | 4   | 8,6  | 1   | 4,0 | -   | 5,3 | 1   | 2,9 | -  | 17  | 409 966   |
| Lérida    | 17,0 | 3   | 32,5  | 6     | 26,7 | 5   | 9,0  | 1   | 3,9 | -   | 5,0 | -   | 4,5 | -  | 15  | 242 057   |
| Tarragona | 27,4 | 5   | 21,7  | 4     | 23,7 | 5   | 11,8 | 2   | 5,4 | 1   | 4,0 | -   | 4,6 | 1  | 18  | 444 068   |
| Catalunha | 25,4 | 36  | 21,7  | 34    | 21,4 | 32  | 13,9 | 17  | 7,5 | 8   | 4,5 | 4   | 4,2 | 4  | 135 | 4 392 891 |

## Resultados por Províncias

### Barcelona
| Partido                 | Partido                              | Votos     | %               | +/-  | Deputados | +/- |
| ----------------------- | ------------------------------------ | --------- | --------------- | ---- | --------- | --- |
|                         | Cidadãos - Partido da Cidadania      | 868 365   | 26,43 / 100,00  | 7,59 | 24 / 85   | 7   |
|                         | Esquerda Republicana da Catalunha    | 678 030   | 20,63 / 100,00  | -    | 18 / 85   | -   |
|                         | Juntos pela Catalunha                | 624 261   | 19,00 / 100,00  | -    | 17 / 85   | -   |
|                         | Partido dos Socialistas da Catalunha | 497 650   | 15,15 / 100,00  | 1,48 | 13 / 85   | 1   |
|                         | Catalunha em Comum-Podemos           | 276 810   | 8,42 / 100,00   | 1,71 | 7 / 85    | 2   |
|                         | Candidatura de Unidade Popular       | 143 711   | 4,37 / 100,00   | 3,91 | 3 / 85    | 4   |
|                         | Partido Popular                      | 142 934   | 4,35 / 100,00   | 4,50 | 3 / 85    | 5   |
|                         | Outros                               | 39 951    | 1,21 / 100,00   |      | 0 / 85    |     |
| Votos Inválidos         | Votos Inválidos                      | 25 088    | 0,76 / 100,00   | 0,07 |           |     |
| Total                   | Total                                | 3 296 800 | 100,00 / 100,00 |      | 85 / 85   |     |
| Eleitorado/Participação | Eleitorado/Participação              | 4 156 306 | 79,32 / 100,00  | 4,29 |           |     |

### Girona
| Partido                 | Partido                              | Votos   | %               | +/-  | Deputados | +/-     |
| ----------------------- | ------------------------------------ | ------- | --------------- | ---- | --------- | ------- |
|                         | Juntos pela Catalunha                | 149 638 | 36,67 / 100,00  | -    | 7 / 17    | -       |
|                         | Esquerda Republicana da Catalunha    | 88 582  | 21,71 / 100,00  | -    | 4 / 17    | -       |
|                         | Cidadãos - Partido da Cidadania      | 79 634  | 19,51 / 100,00  | 6,98 | 4 / 17    | 2       |
|                         | Partido dos Socialistas da Catalunha | 35 197  | 8,62 / 100,00   | 0,04 | 1 / 17    | Estável |
|                         | Candidatura de Unidade Popular       | 21 708  | 5,32 / 100,00   | 3,26 | 1 / 17    | Estável |
|                         | Catalunha em Comum-Podemos           | 16 842  | 4,04 / 100,00   | 0,73 | 0 / 17    | 1       |
|                         | Partido Popular                      | 11 646  | 2,85 / 100,00   | 3,02 | 0 / 17    | 1       |
|                         | Outros                               | 3 383   | 0,83 / 100,00   |      | 0 / 17    |         |
| Votos Inválidos         | Votos Inválidos                      | 3 696   | 0,90 / 100,00   | 0,16 |           |         |
| Total                   | Total                                | 409 966 | 100,00 / 100,00 |      | 17 / 17   |         |
| Eleitorado/Participação | Eleitorado/Participação              | 521 313 | 79,16 / 100,00  | 3,22 |           |         |

### Lérida
| Partido                 | Partido                              | Votos   | %               | +/-  | Deputados | +/-     |
| ----------------------- | ------------------------------------ | ------- | --------------- | ---- | --------- | ------- |
|                         | Juntos pela Catalunha                | 78 303  | 32,48 / 100,00  | -    | 6 / 15    | -       |
|                         | Esquerda Republicana da Catalunha    | 64 417  | 26,72 / 100,00  | -    | 5 / 15    | -       |
|                         | Cidadãos - Partido da Cidadania      | 40 908  | 16,97 / 100,00  | 5,39 | 3 / 15    | 1       |
|                         | Partido dos Socialistas da Catalunha | 21 795  | 9,04 / 100,00   | 0,61 | 1 / 15    | Estável |
|                         | Candidatura de Unidade Popular       | 12 140  | 5,04 / 100,00   | 3,11 | 0 / 15    | 1       |
|                         | Partido Popular                      | 10 902  | 4,52 / 100,00   | 2,77 | 0 / 15    | 1       |
|                         | Catalunha em Comum-Podemos           | 9 415   | 3,91 / 100,00   | 0,39 | 0 / 15    | Estável |
|                         | Outros                               | 1 834   | 0,76 / 100,00   |      | 0 / 15    |         |
| Votos Inválidos         | Votos Inválidos                      | 2 343   | 0,96 / 100,00   | 0,30 |           |         |
| Total                   | Total                                | 242 057 | 100,00 / 100,00 |      | 15 / 15   |         |
| Eleitorado/Participação | Eleitorado/Participação              | 313 928 | 77,11 / 100,00  | 3,48 |           |         |

### Tarragona
| Partido                 | Partido                              | Votos   | %               | +/-  | Deputados | +/-     |
| ----------------------- | ------------------------------------ | ------- | --------------- | ---- | --------- | ------- |
|                         | Cidadãos - Partido da Cidadania      | 120 825 | 27,35 / 100,00  | 7,96 | 5 / 18    | 1       |
|                         | Esquerda Republicana da Catalunha    | 104 832 | 23,73 / 100,00  | -    | 5 / 18    | -       |
|                         | Juntos pela Catalunha                | 96 031  | 21,74 / 100,00  | -    | 4 / 18    | -       |
|                         | Partido dos Socialistas da Catalunha | 52 017  | 11,77 / 100,00  | 0,06 | 2 / 18    | Estável |
|                         | Catalunha em Comum-Podemos           | 23 653  | 5,35 / 100,00   | 1,12 | 1 / 18    | Estável |
|                         | Partido Popular                      | 20 188  | 4,57 / 100,00   | 4,35 | 1 / 18    | Estável |
|                         | Candidatura de Unidade Popular       | 17 687  | 4,00 / 100,00   | 3,39 | 0 / 18    | 1       |
|                         | Outros                               | 4 439   | 1,01 / 100,00   |      | 0 / 18    |         |
| Votos Inválidos         | Votos Inválidos                      | 4 396   | 0,99 / 100,00   | 0,22 |           |         |
| Total                   | Total                                | 444 068 | 100,00 / 100,00 |      | 18 / 18   |         |
| Eleitorado/Participação | Eleitorado/Participação              | 566 354 | 78,41 / 100,00  | 4,22 |           |         |

## Resultados por Comarcas
| Comarca           | %     | %     | %     | %     | %    | %     | %    | Votantes  |
| Comarca           | C's   | JxCAT | ERC   | PSC   | CCP  | CUP   | PP   | Votantes  |
| ----------------- | ----- | ----- | ----- | ----- | ---- | ----- | ---- | --------- |
| Alt Camp          | 19,81 | 30,96 | 25,15 | 9,64  | 5,30 | 5,46  | 3,38 | 26 236    |
| Alt Empordà       | 24,69 | 30,66 | 22,25 | 8,66  | 3,93 | 4,61  | 3,77 | 67 825    |
| Alt Penedès       | 17,58 | 30,22 | 25,38 | 10,32 | 5,76 | 6,38  | 3,00 | 65 129    |
| Alt Urgell        | 15,46 | 34,27 | 26,26 | 9,54  | 3,53 | 5,72  | 4,14 | 11 745    |
| Alta Ribagorça    | 15,54 | 25,05 | 26,92 | 14,03 | 7,12 | 7,56  | 2,52 | 2 319     |
| Anoia             | 24,63 | 24,70 | 22,34 | 12,40 | 6,25 | 4,61  | 3,31 | 72 695    |
| Bages             | 18,94 | 31,30 | 24,58 | 10,41 | 5,14 | 5,27  | 3,05 | 106 651   |
| Baix Camp         | 30,19 | 22,44 | 21,51 | 10,96 | 4,75 | 4,25  | 4,43 | 104 220   |
| Baix Ebre         | 15,25 | 28,44 | 33,36 | 9,08  | 4,49 | 3,98  | 4,21 | 42 262    |
| Baix Empordà      | 20,65 | 34,47 | 22,64 | 9,59  | 4,08 | 4,68  | 2,65 | 71 094    |
| Baix Llobregat    | 31,65 | 11,34 | 18,79 | 19,27 | 9,70 | 3,05  | 4,25 | 494 942   |
| Baix Penedès      | 32,44 | 16,61 | 19,47 | 15,09 | 6,80 | 3,48  | 4,32 | 55 297    |
| Barcelonès        | 26,41 | 16,63 | 19,57 | 16,18 | 9,42 | 4,62  | 5,59 | 1 261 090 |
| Berguedà          | 9,52  | 42,93 | 27,74 | 6,18  | 2,94 | 7,32  | 2,48 | 25 745    |
| Cerdanha          | 18,76 | 35,73 | 26,05 | 6,58  | 2,85 | 5,33  | 3,41 | 10 254    |
| Conca de Barberà  | 10,88 | 39,93 | 30,05 | 6,88  | 3,04 | 5,61  | 2,39 | 12 657    |
| Garraf            | 28,07 | 18,33 | 21,68 | 14,33 | 7,73 | 4,98  | 3,30 | 84 488    |
| Garrigues         | 9,34  | 41,61 | 31,11 | 5,53  | 2,92 | 5,46  | 3,05 | 11 770    |
| Garrotxa          | 10,01 | 48,65 | 23,27 | 5,93  | 2,95 | 6,14  | 2,11 | 33 492    |
| Gironès           | 18,40 | 38,41 | 20,34 | 8,60  | 3,88 | 6,55  | 2,55 | 101 072   |
| Maresme           | 24,50 | 24,91 | 23,05 | 11,88 | 6,31 | 4,39  | 3,51 | 267 299   |
| Moianès           | 10,46 | 39,32 | 29,82 | 5,90  | 3,68 | 8,15  | 1,73 | 8 544     |
| Montsià           | 16,84 | 22,45 | 36,06 | 10,04 | 4,98 | 3,77  | 4,76 | 36 775    |
| Noguera           | 12,79 | 37,00 | 30,19 | 6,85  | 2,67 | 4,71  | 4,63 | 22 202    |
| Osona             | 11,51 | 46,14 | 24,90 | 5,86  | 2,94 | 5,92  | 1,82 | 94 360    |
| Pallars Jussà     | 10,97 | 40,29 | 26,48 | 8,20  | 3,82 | 6,46  | 2,74 | 7 830     |
| Pallars Sobirà    | 6,90  | 35,21 | 33,57 | 6,35  | 3,15 | 11,22 | 2,10 | 4 397     |
| Pla de l'Estany   | 8,16  | 51,39 | 23,67 | 4,15  | 2,55 | 7,12  | 2,00 | 18 968    |
| Pla d'Urgell      | 12,14 | 41,58 | 27,40 | 6,99  | 2,88 | 4,36  | 3,57 | 20 262    |
| Priorat           | 6,94  | 37,53 | 34,66 | 6,29  | 2,66 | 8,72  | 2,20 | 6 252     |
| Ribera d'Ebre     | 11,36 | 31,55 | 35,44 | 8,36  | 3,79 | 5,02  | 3,41 | 13 527    |
| Ripollès          | 11,98 | 45,61 | 24,24 | 7,01  | 3,00 | 4,90  | 2,24 | 16 618    |
| Segarra           | 13,44 | 38,83 | 26,96 | 6,49  | 2,99 | 6,16  | 3,91 | 11 670    |
| Segrià            | 21,56 | 26,66 | 24,97 | 10,88 | 4,64 | 4,37  | 5,44 | 111 832   |
| Selva             | 23,48 | 31,67 | 20,29 | 10,36 | 5,31 | 4,32  | 3,08 | 90 139    |
| Solsonès          | 10,95 | 39,51 | 29,90 | 5,38  | 2,86 | 7,06  | 3,18 | 8 216     |
| Tarragonès        | 35,91 | 15,39 | 18,02 | 14,01 | 6,34 | 3,27  | 5,36 | 136 995   |
| Terra Alta        | 14,09 | 30,58 | 30,55 | 8,48  | 3,93 | 5,01  | 6,27 | 7 428     |
| Urgell            | 12,22 | 38,92 | 29,47 | 5,97  | 3,09 | 5,77  | 3,41 | 20 208    |
| Vale de Aran      | 33,40 | 14,45 | 12,94 | 19,83 | 6,78 | 3,33  | 7,29 | 5 265     |
| Vallès Occidental | 29,13 | 16,88 | 19,95 | 15,45 | 9,02 | 4,01  | 3,67 | 548 356   |
| Vallès Oriental   | 25,93 | 21,04 | 22,20 | 13,93 | 7,49 | 4,25  | 3,46 | 247 534   |
| Catalunha         | 25,35 | 21,66 | 21,38 | 13,86 | 7,46 | 4,46  | 4,24 | 4 392 891 |